# 아카이아 동맹
아카이아 동맹(고대 그리스어: Κοινὸν τῶν Ἀχαιῶν 코이논 톤 아카이온, 영어: Achaean League)은 헬레니즘 시대에 펠로폰네소스 반도의 북부와 중부에 위치해있던 그리스의 해안 도시국가들이 결성한 동맹이다. 이 동맹체는 원래 그 지역의 중심지였던 펠로폰네소스 북서부의 아카이아 지역의 명칭을 따서 명명된 것이다. 최초의 동맹은 기원전 5세기에서 이미 형성되어 있었다. 제2차 아카이아 동맹은 기원전 280년에서 기원전 146년까지 존재했다. 이들은 로마 공화국의 동맹국으로서 마케도니아의 안티고노스 왕조를 견제하고 로마가 그리스로 팽창하는 데 도움을 주었으나, 기원전 146년에 편을 바꾸어 로마에 대항하였다가 아카이아 전쟁에서 패배한 뒤 멸망하였다.
아카이아 동맹은 공화제를 선호하는 그리스 도시 국가들의 이상향인 연방제 모델을 가장 잘 보여주는 사례로서, 아카이아의 정치가 폴리비오스의 저술에 따르면 이는 "집단 행동의 필요성과 지방 차지에 대한 욕구를 (각 지역에) 균형 있게 분배하고 반영한 것"이라고 할 수 있다. 이들의 독특한 정치 체제는 훗날의 미합중국과 다른 근현대 연방국가들에게 영향을 미쳤다.

## 역사
기원전 5세기에 이미 존재하고 있었지만, 기원전 3세기 초에 내용이 개혁되어 곧바로 회원 도시가 아카이아 지방의 북부 해안에서 중심부까지 확산되었다. 특히 시키온의 아라토스 하에서 아카이아 동맹은 펠로폰네소스반도에서 영향력을 높였고, 안티고노스 왕조 하의 마케도니아의 영향력도 꺾게 되었지만, 동시에 스파르타의 왕 클레오메네스 3세 사이에 불화가 생기게 했다.
아라토스는 클레오메네스와의 무력 충돌로 마케도니아의 안티고노스 3세에 원군을 요청했고, 클레오메네스 전쟁에서 클레오메네스에게 승리를 거두었으며, 클레오메네스는 이집트로 망명하게 되었다. 그러나 전쟁을 통해 아카이아 동맹의 영향력은 약화되었고, 마케도니아의 영향력만 늘리는 결과를 가져오게 되었다.
아라토스의 사후 아카이아 동맹은 신흥 세력인 로마공화정에 접근하면서, 마케도니아와 대치했다. 이것은 로마가 동부에서의 영향력의 확립하는데 큰 도움이 되었다. 기원전 197년에 로마는 제2차 마케도니아 전쟁에서 마케도니아를 상대로 승리를 거둔다. 필로포이멘 하의 동맹은 스파르타와 여러 차례 싸웠다. 기원전 207년에는 만티네아 전투에서 마카니다스가 이끄는 스파르타 군을 격파하였고, 기원전 195년에 나비스 전쟁에서 승리를 거두었다. 기원전 192년, 마지막 스파르타의 왕 나비스가 임종하자 동맹은 혼란한 스파르타에 필로포이멘이 이끄는 대군을 보내 동맹에 편입시키고 펠로폰네소스반도 전역을 지배하에 두었다.
그러나 아카이아 동맹의 지배는 오래 가지 못했다. 제3차 마케도니아 전쟁에서 동맹은 로마를 버리고, 마케도니아 왕 페르세우스에게 접근한다. 이 행위에 분개한 로마는 징벌을 가해 동맹 지도자 일부를 인질로 로마에 데려간다. 그 중에는 스키피오 가에 맡겨져 이후 로마의 역사를 기록한 폴리비오스도 있었다.
기원전 146년에 아카이아 동맹은 로마 지배에 저항했다. 루키우스 뭄미우스가 이끄는 로마군에게 코린트 전투에서 패배하면서, 코린토스는 폐허가 되었고, 동맹은 소멸했다.
이 공적으로 루키우스 문미우스는 ‘아카이쿠스’(아카이아의 정복자)의 칭호를 받았다.

## 같이 보기
- 코이논
- 아카이아
- 펠로폰네소스반도
- 아이톨리아 동맹